# Urticina tuberculata
Urticina tuberculata is een zeeanemonensoort uit de familie Actiniidae.
Urticina tuberculata is voor het eerst wetenschappelijk beschreven door Cocks in 1850.